# Масово убийство в Колумбайн
Масовото убийство в Колумбайн става във вторник, 20 април, 1999 година в Колумбайнската гимназия в населеното място Колумбайн, окръг Джеферсън, Колорадо, САЩ. Учениците Ерик Харис и Дилън Клиболд убиват 12 ученици и учител, раняват 21 души, след което се самоубиват. Използвано е автоматично оръжие, сред които е TEC-9.
Обути с военни обувки и в черно, сутринта двамата залагат 2 бомби в столовата на училището, където около 11:17 ч. сутринта се предполага, че има най-много хора. В плановете на двамата се предвижда да дочакат взрива отвън в колата и след това да стрелят по всеки, който се опитва да избяга извън сградата. Техните очаквания са да убият поне 500 души. По щастлива случайност бомбите не се взривяват и разочарованите и разярени Харис и Клиболд влизат в зданието и започват да стрелят по всичко, което се движи.
По тази трагедия са заснети няколко филма – „Слон“, „Боулинг за Колумбайн“, „Клас“, „Априлски дъждове“ и други. След масовото убийство от домовете на двете момчета са иззети техните дневници и филм, който двамата са направили за себе си. Макар че истинските причина за тази трагедия да не са съвсем известни, като виновни се цитират:
- видеоигри като Doom и Wolfenstein 3D
- метъл групата Marilyn Manson
- антидепресанти, предписани от психиатър